# Vleugelia betulina
Vleugelia betulina är en svampart som först beskrevs av Bubák & Vleugel, och fick sitt nu gällande namn av J. Reid & C. Booth 1969. Enligt Catalogue of Life ingår Vleugelia betulina i släktet Vleugelia, ordningen Diaporthales, klassen Sordariomycetes, divisionen sporsäcksvampar och riket svampar, men enligt Dyntaxa är tillhörigheten istället släktet Vleugelia, familjen Sydowiellaceae, ordningen Diaporthales, klassen Sordariomycetes, divisionen sporsäcksvampar och riket svampar. Arten är reproducerande i Sverige. Inga underarter finns listade i Catalogue of Life.